# Alternaria limicola
Alternaria limicola är en svampart som beskrevs av E.G. Simmons & M.E. Palm 1990. Alternaria limicola ingår i släktet Alternaria och familjen Pleosporaceae.   Inga underarter finns listade i Catalogue of Life.